# 프랑크 헬러
프랑크 헬러(Frank Heller)는 스웨덴 작가 군나르 세르네르(Gunnar Serner, 1886년 7월 20일 ~ 1947년 10월 14일)의 필명이다. 그는 주로 오락용 소설들을 썼지만, 여행기나 시에 관한 책들도 출판했다. 그의 가장 잘 알려진 작품들은 필립 콜린(Philip Collin)이라는 탐정이자 도둑, 모험가인 인물을 주인공으로 하는 시리즈 소설들이다.

## 대표 작품
- 《콜린 씨의 런던 사업》, 1914
- 《대공의 재정》, 1915
- 《유수프 칸의 결혼》, 1916
- 《황제의 낡은 옷가지》, 1918
- 《나를 유혹해 보시지!》, 1919
- 《콜린 씨, 파산하다》, 1921
- 《콜린 씨 대 나폴레옹》, 1924
- 《천 두 번째 밤》, 1923
- 《짐머튀르스 박사의 기괴한 만남들》, 1929

위의 책들은 주로 잡지와 신문에 기고된 단편들이다. 프랑크 헬러의 작품들은 전 세계적으로 덴마크어, 영어, 에스토니아어, 핀란드어, 불어, 라트비아어, 네덜란드어, 노르웨이어, 폴란드어, 러시아어, 크로아티아어, 스페인어, 체코어, 독일어, 헝가리어 등으로 번역 출판되었다. 또, 《대공의 재정》은 이후 프리드리히 무르나우 감독에 의해 〈대공의 재정〉이라는 이름의 영화로 만들어지기도 했다.